# Naissance en 1167
Naissance
- 1163
- 1164
- 1165
- 1166
- 1167
- 1168
- 1169
- 1170
- 1171

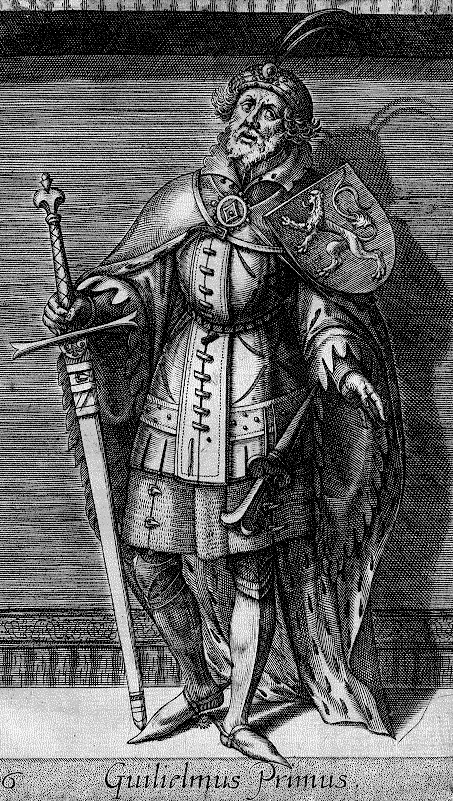
Guillaume Ier de Hollande, né en 1167.

Cette page dresse une liste de personnalités nées au cours de l'année 1167 :
- Février : Frédéric VI duc de Souabe, à Modigliana[1].

- Guillaume d'Aubigny (3e comte d'Arundel).
- Jaya Indravarman IV, roi de Champā.
- Anders Sunesen, archevêque de Lund.

date incertaine (vers 1167)
- Guillaume Ier de Hollande, comte de Hollande.

## Crédit d'auteurs
- Cet article est partiellement ou en totalité issu de l'article intitulé « 1167 » (voir la liste des auteurs).